# Balkan International Basketball League 2014-2015
La Balkan International Basketball League 2014-2015 fu la 7ª edizione della Lega Balcanica. La vittoria finale fu ad appannaggio dei kosovari del Sigal Pristina sui bulgari del Sportist Samokov.
Per la prima volta alla competizione parteciparono squadre albanesi.

## Squadre partecipanti
| Montenegro - Mornar Bar - Sutjeska Nikšić - Teodo Tivat | Kosovo - Peja - Pristina | Macedonia del Nord - Kožuf - Kumanovo | Albania - Vllaznia | Bulgaria - Rilski Sportist | Romania - U. Craiova |

## Formato

### Primo turno
Nel primo turno le squadre vengono divise in due gruppi di 5 squadre ognuno, che giocano partite di andata e ritorno. Le prime quattro classificate vengono promosse al secondo turno (o gruppo C). Le ultime due entreranno in un altro gruppo (gruppo D).

### Secondo turno
Le sei squadre qualificate nel gruppo C mantengono i risultati conseguiti tra di loro nel primo turno e giocheranno partite di andata e ritorno contro le tre squadre provenienti dall'altro girone. Le prime quattro si qualificano per la Final Four.
Le quattro squadre qualificate nel gruppo D manterranno, anch'esse, i risultati negli scontri diretti del primo turno e giocheranno solo contro le avversarie provenienti dall'altro girone.

### Final Four
Le quattro squadre rimanenti disputeranno le semifinali e, le vincenti, si contenderanno il trofeo. Le perdenti giocheranno la finale 3º/4º posto.

## Primo turno

### Gruppo A
|    | Squadra          | G | V | P | PF  | PS  | Dif | P.ti | S.d.    |
| -- | ---------------- | - | - | - | --- | --- | --- | ---- | ------- |
| 1. | Kumanovo         | 8 | 5 | 3 | 688 | 687 | +1  | 13   | 0-2;-11 |
| 2. | Sportist Samokov | 8 | 4 | 4 | 691 | 686 | +5  | 12   | 1-1;+8  |
| 3. | Sutjeska Nikšić  | 8 | 4 | 4 | 641 | 644 | -3  | 12   | 1-1;-8  |
| 4. | Peja             | 8 | 4 | 4 | 685 | 666 | +19 | 12   | 2-0;+11 |
| 5. | Teodo Tivat      | 8 | 3 | 5 | 612 | 634 | -22 | 11   |         |

### Gruppo B
|    | Squadra       | G | V | P | PF  | PS  | Dif  | P.ti | S.d.    |
| -- | ------------- | - | - | - | --- | --- | ---- | ---- | ------- |
| 1. | Kožuf         | 8 | 8 | 0 | 707 | 556 | +151 | 16   | 2-0;+28 |
| 2. | SCM U Craiova | 8 | 4 | 4 | 641 | 606 | +35  | 12   | 1-1;+8  |
| 3. | Mornar Bar    | 8 | 4 | 4 | 564 | 542 | +22  | 12   | 1-1;-8  |
| 4. | Pristina      | 8 | 4 | 4 | 690 | 691 | -1   | 12   | 0-2;-28 |
| 5. | Vllaznia      | 8 | 0 | 8 | 413 | 620 | -207 | 8    |         |

## Secondo turno

### Gruppo C
|    | Squadra       | G | V | P | PF  | PS  | Dif | P.ti | S.d.    |
| -- | ------------- | - | - | - | --- | --- | --- | ---- | ------- |
| 1. | Peja          | 6 | 4 | 2 | 476 | 480 | -4  | 10   | 2-0;+11 |
| 2. | Kumanovo      | 6 | 4 | 2 | 507 | 505 | +2  | 10   | 0-2;-11 |
| 3. | SCM U Craiova | 6 | 3 | 3 | 473 | 439 | +34 | 9    |         |
| 4. | Mornar Bar    | 6 | 1 | 5 | 463 | 495 | -32 | 7    |         |

### Gruppo D
|    | Squadra          | G | V | P | PF  | PS  | Dif | P.ti | S.d.    |
| -- | ---------------- | - | - | - | --- | --- | --- | ---- | ------- |
| 1. | Kožuf            | 6 | 4 | 2 | 498 | 475 | +23 | 10   | 2-0;+28 |
| 2. | Pristina         | 6 | 4 | 2 | 472 | 427 | +45 | 10   | 0-2;-28 |
| 3. | Sportist Samokov | 6 | 2 | 4 | 459 | 497 | -38 | 8    | 1-1;+8  |
| 4. | Sutjeska Nikšić  | 6 | 2 | 4 | 391 | 421 | -30 | 8    | 1-1;-8  |

## Terzo turno
| Squadra 1        | Serie     | Squadra 2 | Gara 1  | Gara 2        |
| ---------------- | --------- | --------- | ------- | ------------- |
| Sportist Samokov | 198 - 192 | Kumanovo  | 97 - 85 | 101 - 107 dts |
| SCM U Craiova    | 143 - 175 | Pristina  | 73 - 77 | 70 - 98       |

## Final four
|  | Semifinali      | Semifinali      | Semifinali | Semifinali | Semifinali |  |  | Finale          | Finale          | Finale | Finale | Finale |  |
|  |                 |                 |            |            |            |  |  |                 |                 |        |        |        |  |
|  | Peja            | Peja            | 63         | 66         | 129        |  |  |                 |                 |        |        |        |  |
|  | Rilski Sportist | Rilski Sportist | 62         | 82         | 144        |  |  | Rilski Sportist | Rilski Sportist | 72     | 71     | 143    |  |
|  | Kožuf           | Kožuf           | 61         | 86         | 147        |  |  | Pristina        | Pristina        | 74     | 80     | 154    |  |
|  | Pristina        | Pristina        | 85         | 80         | 165        |  |  |                 |                 |        |        |        |  |

| Balkan International Basketball League 2014-2015 |
| ------------------------------------------------ |
| Pristina 1º titolo                               |

## Squadra vincitrice
| N° | Naz.                            | Ruolo | Sportivo         |  | Alt. |  |
| -- | ------------------------------- | ----- | ---------------- |  | ---- |  |
| 4  | Kosovo (bandiera)               | AP    | Edmond Azemi     |  | 200  |  |
| 5  | Stati Uniti (bandiera)          | P     | Jordan Hulls     |  | 183  |  |
| 6  | Kosovo (bandiera)               | P     | Leonard Mekaj    |  | 182  |  |
| 7  | Stati Uniti (bandiera)          | P     | Julius Coles     |  | 187  |  |
| 8  | Stati Uniti (bandiera)          | G     | Demontez Stitt   |  | 193  |  |
| 9  | Bosnia ed Erzegovina (bandiera) | C     | Edin Bavčić      |  | 211  |  |
| 10 | Kosovo (bandiera)               | AP    | Mergim Jakupi    |  | 202  |  |
| 11 | Kosovo (bandiera)               | G     | Dardan Berisha   |  | 192  |  |
| 12 | Macedonia del Nord (bandiera)   | C     | Bojan Trajkovski |  | 208  |  |
| 13 | Kosovo (bandiera)               | AP    | Driton Bajrami   |  | 202  |  |
| 14 | Zimbabwe (bandiera)             | C     | Julian Mavunga   |  | 203  |  |
| 15 | Kosovo (bandiera)               | C     | Blerim Mazreku   |  | 206  |  |
|    | Macedonia del Nord (bandiera)   | All.  | Marjan Ilievski  |  |      |  |

## Premi e riconoscimenti
- BIBL MVP:  Dardan Berisha,  Pristina
- Allenatore dell'anno:  Rosen Barčovski,  Sportist Samokov